# Reina Dorada
Reina Dorada, född 9 januari 1998 i Mexico City är en mexikansk luchadora (fribrottare).
Hon är sedan mitten av 2010–talet ett av de största kvinnliga namnen på den oberoende scenen i Mexico City och har brottats i stora oberoende förbund som Generación XXI och Caralucha, samt enstaka framträdanden i Consejo Mundial de Lucha Libre. Sedan 2019 brottas hon i Kaoz Lucha Libre, en samarbetspartner till Mexikos största förbund Lucha Libre AAA Worldwide. Hon har en bakgrund i taekwando och har svart bälte.